# Mistrzostwa Świata w Biathlonie 2019
50. Mistrzostwa Świata w Biathlonie odbyły się w dniach 7–17 marca 2019 roku w szwedzkim Östersund. Były to trzecie mistrzostwa świata w biathlonie rozgrywane w tej miejscowości – poprzednie odbyły się w latach 1970 oraz 2008.
Podczas mistrzostw rozegranych zostało dwanaście konkurencji wśród kobiet i mężczyzn: sprint, bieg indywidualny, bieg pościgowy, bieg masowy i sztafeta oraz sztafeta mieszana i pojedyncza sztafeta mieszana.
W klasyfikacji medalowej zwyciężyli Norwegowie z dorobkiem 9 medali (5–3–1), zaś indywidualnie najwięcej medali zdobył reprezentant tego kraju - Johannes Thingnes Bø, który zakończył mistrzostwa z dorobkiem pięciu krążków, w tym z czterema złotymi. 

## Program mistrzostw
| Dzień    | Początek | Konkurencja                  | Liczba uczestników |
| Dzień    | CET      | Konkurencja                  | Liczba uczestników |
| -------- | -------- | ---------------------------- | ------------------ |
| 7 marca  | 16:15    | Sztafeta mieszana            | 4×26               |
| 8 marca  | 16:15    | Sprint kobiet                | 94                 |
| 9 marca  | 16:30    | Sprint mężczyzn              | 104                |
| 10 marca | 13:45    | Bieg pościgowy kobiet        | 55                 |
| 10 marca | 16:30    | Bieg pościgowy mężczyzn      | 58                 |
| 12 marca | 15:30    | Bieg indywidualny kobiet     | 93                 |
| 13 marca | 16:10    | Bieg indywidualny mężczyzn   | 102                |
| 14 marca | 17:10    | Pojedyncza sztafeta mieszana | 2×28               |
| 16 marca | 13:15    | Sztafeta kobiet              | 4×23               |
| 16 marca | 16:30    | Sztafeta mężczyzn            | 4×26               |
| 17 marca | 13:15    | Bieg masowy kobiet           | 30                 |
| 17 marca | 16:30    | Bieg masowy mężczyzn         | 30                 |

## Medaliści i medalistki
| Konkurencja                  | Złoto                                                                                              | Srebro                                                               | Brąz                                                                                | Źr.    |
| ---------------------------- | -------------------------------------------------------------------------------------------------- | -------------------------------------------------------------------- | ----------------------------------------------------------------------------------- | ------ |
| Sztafeta mieszana            | Norwegia Marte Olsbu Røiseland · Tiril Eckhoff · Johannes Thingnes Bø · Vetle Sjåstad Christiansen | Niemcy Vanessa Hinz · Denise Herrmann · Arnd Peiffer · Benedikt Doll | Włochy Lisa Vittozzi · Dorothea Wierer · Lukas Hofer · Dominik Windisch             | [ 1 ]  |
| Sprint kobiet                | Anastasija Kuźmina                                                                                 | Ingrid Landmark Tandrevold                                           | Laura Dahlmeier                                                                     | [ 2 ]  |
| Sprint mężczyzn              | Johannes Thingnes Bø                                                                               | Aleksandr Łoginow                                                    | Quentin Fillon Maillet                                                              | [ 3 ]  |
| Bieg pościgowy kobiet        | Denise Herrmann                                                                                    | Tiril Eckhoff                                                        | Laura Dahlmeier                                                                     | [ 4 ]  |
| Bieg pościgowy mężczyzn      | Dmytro Pidruczny                                                                                   | Johannes Thingnes Bø                                                 | Quentin Fillon Maillet                                                              | [ 5 ]  |
| Bieg indywidualny kobiet     | Hanna Öberg                                                                                        | Lisa Vittozzi                                                        | Justine Braisaz                                                                     | [ 6 ]  |
| Bieg indywidualny mężczyzn   | Arnd Peiffer                                                                                       | Władimir Iliew                                                       | Tarjei Bø                                                                           | [ 7 ]  |
| Pojedyncza sztafeta mieszana | Norwegia Marte Olsbu Røiseland · Johannes Thingnes Bø                                              | Włochy Dorothea Wierer · Lukas Hofer                                 | Szwecja Hanna Öberg · Sebastian Samuelsson                                          | [ 8 ]  |
| Sztafeta kobiet              | Norwegia Synnøve Solemdal · Ingrid Landmark Tandrevold · Tiril Eckhoff · Marte Olsbu Røiseland     | Szwecja Linn Persson · Mona Brorsson · Anna Magnusson · Hanna Öberg  | Ukraina Anastasija Merkuszyna · Wita Semerenko · Julija Dżima · Wałentyna Semerenko | [ 9 ]  |
| Sztafeta mężczyzn            | Norwegia Lars Helge Birkeland · Vetle Sjåstad Christiansen · Tarjei Bø · Johannes Thingnes Bø      | Niemcy Erik Lesser · Roman Rees · Arnd Peiffer · Benedikt Doll       | Rosja Matwiej Jelisiejew · Nikita Porszniew · Dmitrij Małyszko · Aleksandr Łoginow  | [ 10 ] |
| Bieg masowy kobiet           | Dorothea Wierer                                                                                    | Jekatierina Jurłowa-Percht                                           | Denise Herrmann                                                                     | [ 11 ] |
| Bieg masowy mężczyzn         | Dominik Windisch                                                                                   | Antonin Guigonnat                                                    | Julian Eberhard                                                                     | [ 12 ] |

## Tabela medalowa
| #   | Reprezentacja | Złoto | Srebro | Brąz | Razem |
| --- | ------------- | ----- | ------ | ---- | ----- |
| 1.  | Norwegia      | 5     | 3      | 1    | 9     |
| 2.  | Niemcy        | 2     | 2      | 3    | 7     |
| 3.  | Włochy        | 2     | 2      | 1    | 5     |
| 4.  | Szwecja       | 1     | 1      | 1    | 3     |
| 5.  | Ukraina       | 1     | 0      | 1    | 2     |
| 6.  | Słowacja      | 1     | 0      | 0    | 1     |
| 7.  | Rosja         | 0     | 2      | 1    | 3     |
| 7.  | Francja       | 0     | 1      | 3    | 4     |
| 9.  | Bułgaria      | 0     | 1      | 0    | 1     |
| 10. | Austria       | 0     | 0      | 1    | 1     |